# Bactrocera varipes
Bactrocera varipes är en tvåvingeart som först beskrevs av Malloch 1939.  Bactrocera varipes ingår i släktet Bactrocera och familjen borrflugor. Inga underarter finns listade.